# Лейтон, Артур
Артур Фрэнсис Лейтон (англ. Arthur Francis Leighton) — английский и британский хоккеист на траве, нападающий. Олимпийский чемпион 1920 года.

## Биография
Артур Лейтон родился 6 марта 1889 года в австралийском городе Эск.
Учился в Стортфордском епископском колледже, затем в колледже Гонвилл-энд-Киз в составе Кембриджского университета. Играл в хоккей на траве за команду Кембриджа в 1908—1912 годах, в последний год был капитаном.
В 1908 году вошёл в состав сборной Англии по хоккею на траве на летних Олимпийских играх в Лондоне, но не участвовал в матчах.
В 1909 году дебютировал в сборной Англии, провёл за неё 27 матчей.
Участвовал в Первой мировой войне, был лейтенантом Королевской полевой артиллерии. Был награждён Военным крестом.
После войны, несмотря на сильное отравление газом, продолжил спортивную карьеру. Играл на позиции центрального нападающего за «Уолсолл» и «Уэст-Мидлендс», периодически за «Хэмпстед». 
В 1920 году вошёл в состав сборной Великобритании по хоккею на траве на летних Олимпийских играх в Антверпене и завоевал золотую медаль. Играл на позиции нападающего, провёл 2 матча, забил (по имеющимся данным) мяч в ворота сборной Бельгии.
В 1921 году стал победителем чемпионата Англии. Завершил игровую карьеру в 1927 году, после чего был назначен менеджером сборной Англии.
После службы в армии занял пост в компании AS Smith & Sons.
Умер 15 июня 1939 года в британском городе Уолсолл.